# Управління культури Японії
Управлі́ння культу́ри (яп. 文化庁, ぶんかちょう, МФА: [bunka t͡ɕoː]; англ. Agency for Cultural Affairs) — центральний урядовий орган в Японії, що займається сприянням розвитку японської культури, збереженням і примноженням культурних надбань, а також завідує релігійними справами. Автономний орган Міністерства культури і науки Японії. Утворений 1968 року в результаті об'єднання Відділу культури та Комітету захисту культурних пам'яток Міністерства. Контролює роботу Академії мистецтв Японії.